# Kochánov (Hartmanice)
Kochánov je osada, část města Hartmanice v okrese Klatovy v Plzeňském kraji. Nachází se pět kilometrů jihozápadně od Petrovic, na severovýchodním svahu hory Radkov (1004 metrů) v nadmořské výšce 880 metrů.

## Historie
První písemná zmínka o vesnici pochází z roku 1336. Byla zde jedna z králováckých rychet.

## Přírodní poměry
Osada leží na území přírodního parku Kochánov. Asi čtyři kilometry jihovýchodně od vsi roste skupina památných stromů Kochánovské javory. Severně od samoty Radkov pramení potok Volšovka.

## Obyvatelstvo
| Rok            | 1869 | 1880 | 1890 | 1900 | 1910 | 1921 | 1930 | 1950 | 1961 | 1970 | 1980 | 1991 | 2001 | 2011 | 2021 |
| -------------- | ---- | ---- | ---- | ---- | ---- | ---- | ---- | ---- | ---- | ---- | ---- | ---- | ---- | ---- | ---- |
| Počet obyvatel | 411  | 376  | 355  | 342  | 335  | 519  | 330  | 60   | 8    | 1    | 0    | 1    | 2    | 4    | 1    |
| Počet domů     | 59   | 52   | 49   | 50   | 48   | 44   | 47   | 57   | 57   | 1    | 0    | 5    | 5    | 5    | 5    |

## Obecní správa
Při sčítání lidu v letech 1850–1949 Kochánov byl samostatnou obcí v okrese Sušice. V letech 1950–1959 byl osadou obce Těšov u Sušice v okrese Sušice. Od roku 1960 je částí města Hartmanice v okrese Klatovy. V letech 1850–1899 k obci patřily Keply.

## Pamětihodnosti
- Královácký dvorec Busil čp. 22 (kulturní památka)
- Nad osadou, u samoty Sova se nacházejí dvě umrlčí prkna z roku 1936 – poslední, která z mnoha původně v terénu osazených zůstala.

## Galerie

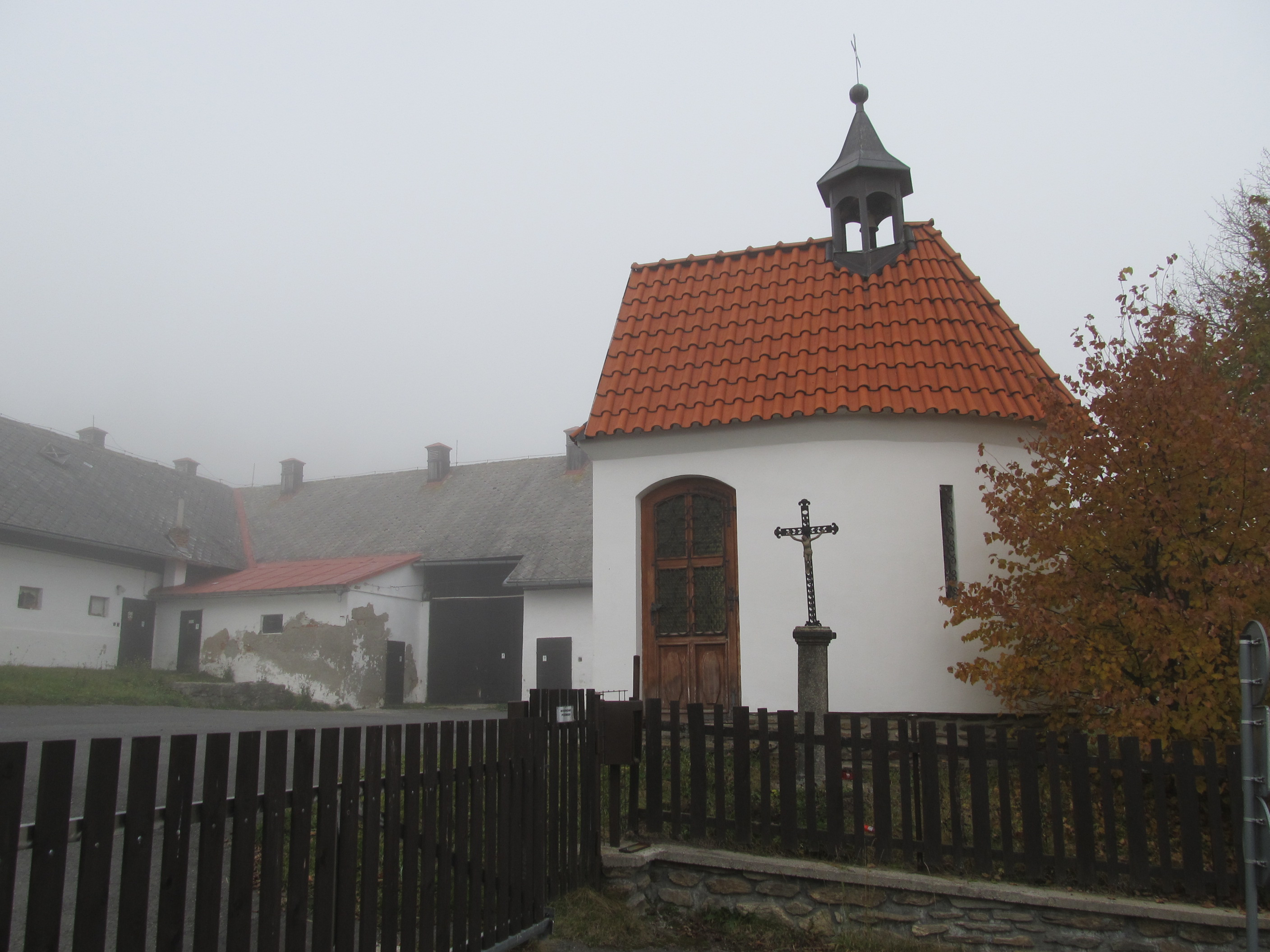
Kaplička v Dolním Kochánově
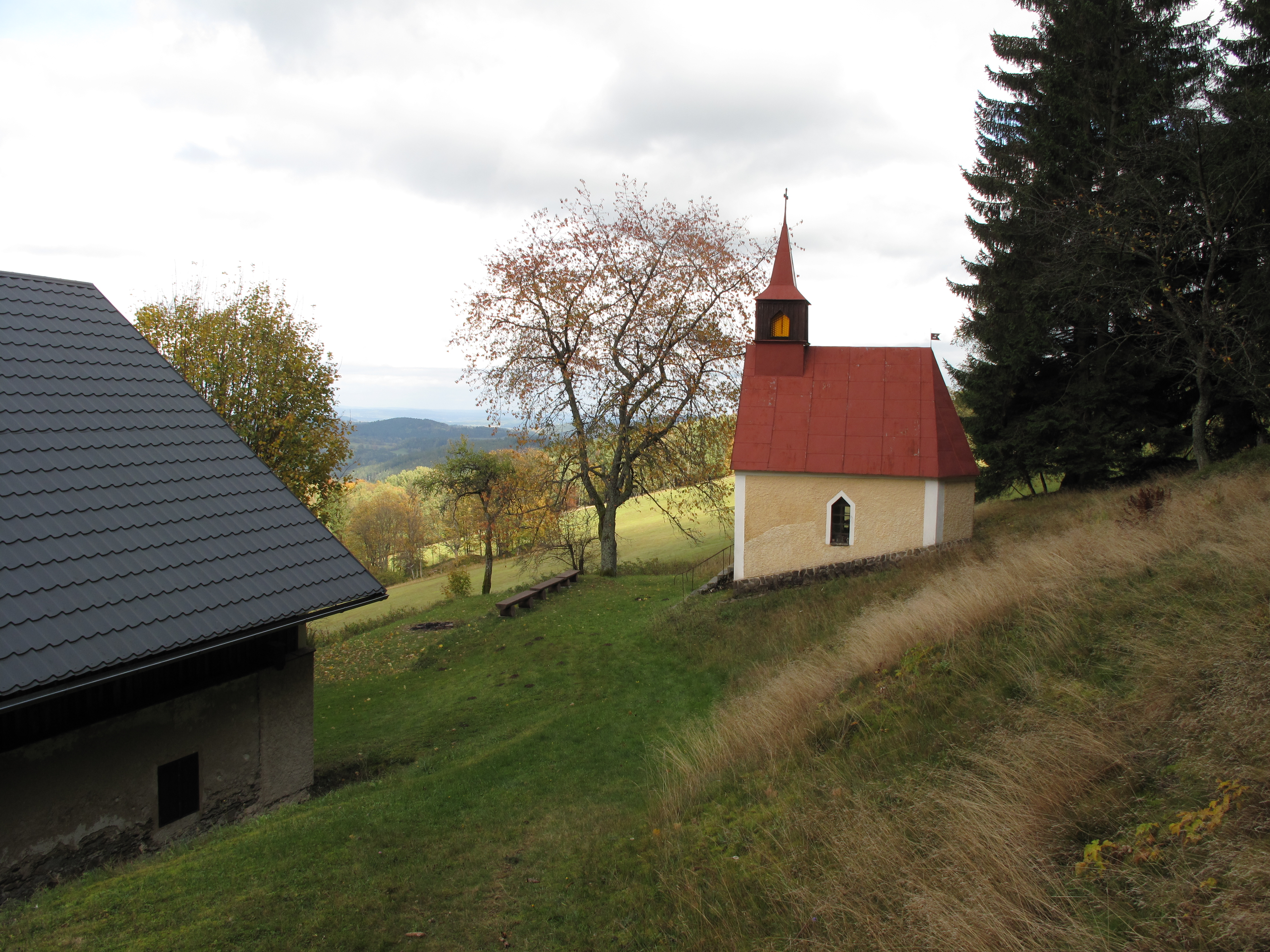
Kaplička v Kochánově
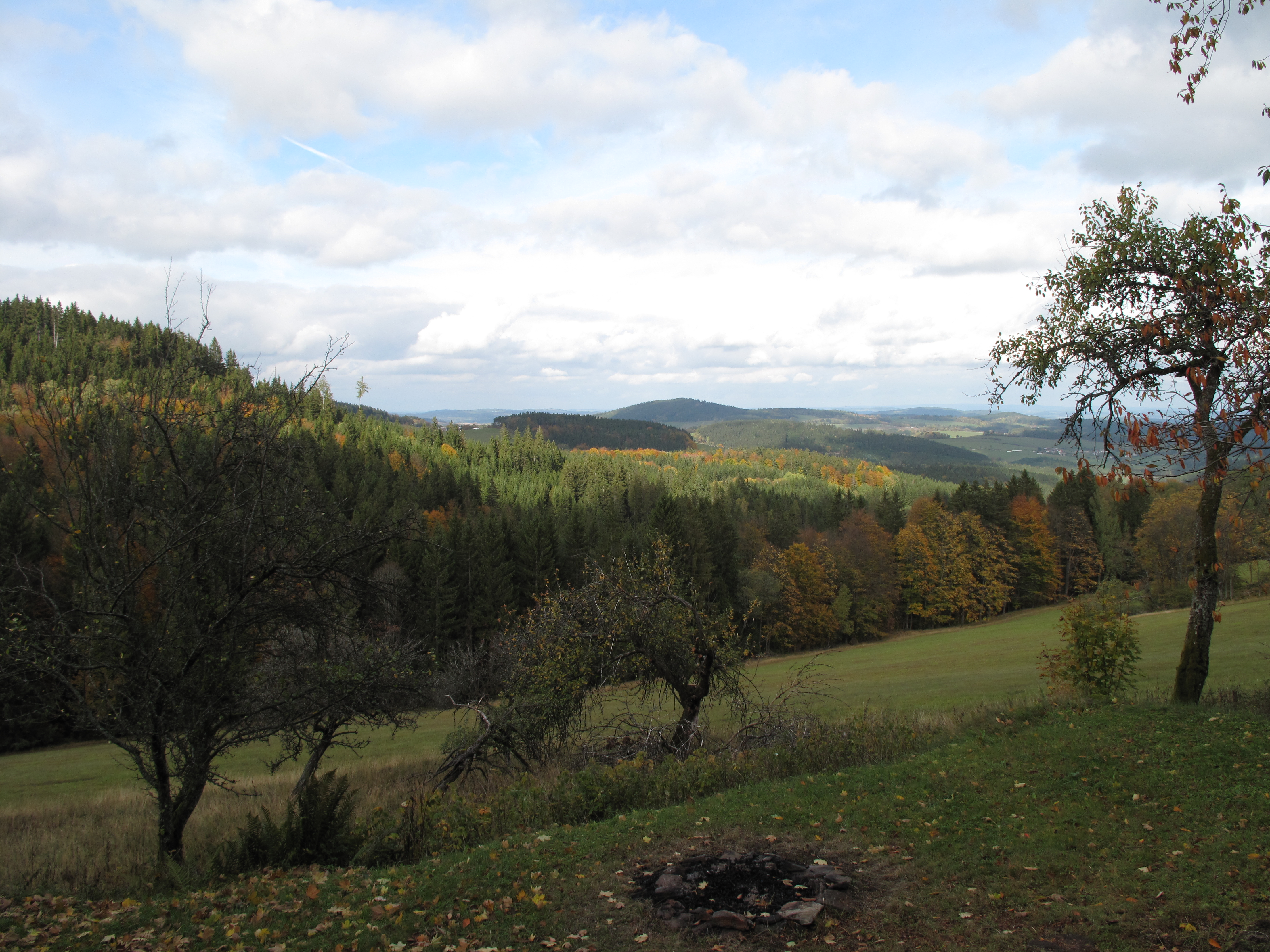
Okolní krajina